# Presa de Dukan
La presa de Dukan o Dokan (en kurd sorani, بەنداوی دووکان ; en àrab, سد دوكان) és una presa polivalent d'arc de formigó situada a la governació de Sulaymaniyya del Kurdistan iraquià. Reté les aigües del riu Zab Inferior formant l'anomenat llac Dukan. La presa de Dukan es va construir entre el 1954 i el 1959, tot i que la seva central elèctrica no va entrar en funcionament fins al 1979. La presa té 360 metres de llarg i 116,5 metres d'alçada, i la seva central hidroelèctrica té una capacitat màxima de 400 MW.

## Història del projecte
La presa de Dukan es va construir entre 1954 i 1959 com una presa polivalent que havia de proporcionar l'emmagatzematge d'aigua per al reg i la producció hidroelèctrica. La companyia britànica d'enginyeria Binnie & Partners va ser l'encarregada del disseny de la presa. Els professors de l'Imperial College, Pippard i Letitia Chitty, van fer una anàlisi estructural addicional per a l'empresa Binnie, que "va desenvolupar una tècnica d'anàlisi de l'estrès mitjançant mètodes de relaxació i un model de goma per a verificar la forma de disseny". Els habitants d'uns 50 pobles de la zona inundada, al voltant de 1.000-1.200 famílies, van ser reassentats a l'oest del llac.

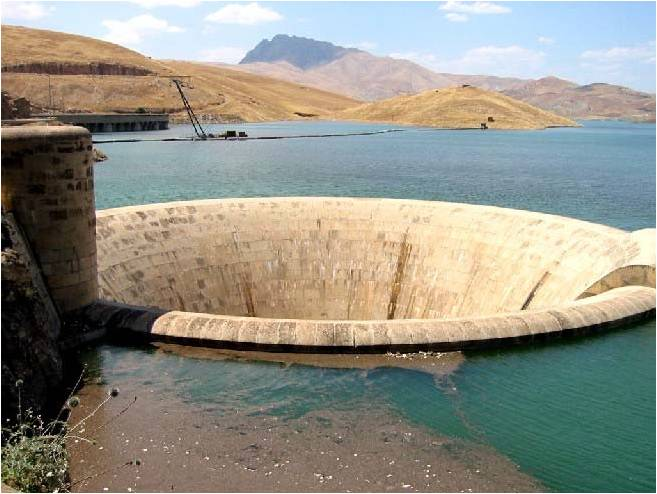
Sobreeixidor d'emergència amb forma de campana.

Abans de la inundació del llac Dukan, la zona va ser sotmesa a recerques arqueològiques per a documentar el màxim nombre de jaciments arqueològics possibles. Un estudi arqueològic a la plana de Ranya va documentar al voltant de 40 jaciments arqueològics amb evidències d'ocupació que van des del VI mil·lenni aC fins a l'actualitat. D'aquesta quarantena de jaciments se'n van excavar cinc: Tell Bazmusian, ed-Dem, Kamarian, Qarashina i Tell Shemshara. Les excavacions de Tell Bazmusian van revelar un temple que data del II mil·lenni aC. A Tell Shemshara, es va excavar un poble de principis del VI mil·lenni aC, així com un palau de principis del II mil·lenni aC amb un petit arxiu de tauletes d'argila.
La central elèctrica va ser dissenyada el 1973 per l'empresa russa Hydroproject i va entrar en funcionament el 1979. A causa de la manca de manteniment i reparacions, la central té un rendiment inferior i ara, després de 30 anys de servei, s'havia de substituir. El 2007, el Banc Mundial va iniciar un projecte de 40 milions de dòlars per a reparar les preses de Dukan i Darbandikhan. La previsió de costos per a les reparacions a la presa de Dukan era de més de 8 milions de dòlars i s'haurien d'haver finalitzar el 2012.

## Característiques de la presa
La presa de Dukan és una presa d'arc de formigó polivalent sostinguda per monòlits de gravetat. Té 360 metres de llarg i 116,5 metres d'alçada. A la base té una amplada de 32,5 metres, que es redueix fins a 6,2 metres a la part superior. El cabal màxim combinat de la presa és de 4.300 m³ per segon. Es divideix en un túnel sobreeixidor amb tres portes radials que tenen una descàrrega màxima combinada de 2.440 m³ per segon i un sobreeixidor d'emergència amb una capacitat de 1.860 m³ per segon. Durant deu anys no van operar dos punts de reg amb una descàrrega combinada de 220 m³ per segon.
La central, de cinc turbines Francis de 80 MW cadascuna, allibera entre 110 i 550 metres cúbics per segon. El llac Dukan, l'embassament creat per la presa de Dukan, té una superfície de 270 km². La seva capacitat prevista és de 6,8 km³ amb un màxim de 8,3 km³.